# بياج (سيد جمال الدين)
بیاج (بالفارسية: بیاج) هي قرية تقع في إيران في قسم سید جمال الدین الريفي. يقدر عدد سكانها بـ 104 نسمة بحسب إحصاء 2016.